# سحوبات (فلم 1930)
سحوبات  (بالإنجليزية: Raffles) هو فيلم كوميدي تم إنتاجه في الولايات المتحدة وصدر في سنة 1930. من بطولة رونالد كولمان.

## وصلات خارجية
- مقالات تستعمل روابط فنية بلا صلة مع ويكي بيانات